# Marcus Svensson
Erik Marcus Svensson (Härslöv, 22 de marzo de 1990) es un deportista sueco que compite en tiro, en la modalidad de tiro al plato.
Participó en dos Juegos Olímpicos de Verano, obteniendo una medalla de plata en Río de Janeiro 2016, en la prueba de skeet, y el séptimo lugar en Londres 2012, en la misma prueba.
En los Juegos Europeos de Cracovia 2023 consiguió una medalla de oro en el skeet.

## Palmarés internacional
| Juegos Olímpicos | Juegos Olímpicos        | Juegos Olímpicos | Juegos Olímpicos |
| Año              | Lugar                   | Medalla          | Prueba           |
| ---------------- | ----------------------- | ---------------- | ---------------- |
| 2016             | Río de Janeiro (Brasil) | Medalla de plata | Skeet            |
| Juegos Europeos  |                         |                  |                  |
| Año              | Lugar                   | Medalla          | Prueba           |
| 2023             | Cracovia (Polonia)      | Medalla de oro   | Skeet            |